# Звягель I
Звя́гель I — вузлова залізнична станція 2-го класу Коростенської дирекції Південно-Західної залізниці. Розташована в однойменному місті Житомирської області.
Від станції відгалужуються три лінії:
- на Коростень (довжина — 88 км) — одноколійна, електрифікована;
- на Житомир (91 км) — одноколійна, неелектрифікована;
- на Шепетівку (63 км) — одноколійна, електрифікована.

## Історія
Станція відкрита 1916 року за первинною назвою міста Новоград-Волинський. У 1930-х роках станція перейменована в Новоград-Волинський I. У 1910 році розроблений проєкт будівлі вокзалу, який був побудований у 1914—1915 роках в стилі «протоконструктівізму». Будівля розташована в глибині привокзальної площі, на яку виходить головним фасадом та формує її західний бік. Будівля вокзалу є силуетною та планувальною домінантою площі. Становить цінність як стилістично виражений зразок приміщення вокзалу початку XX століття.
У 2006 році станція електрифікована змінним струмом (~25 кВ) в складі дільниці Яблунець — Шепетівка.

Вокзал та станція до перейменування
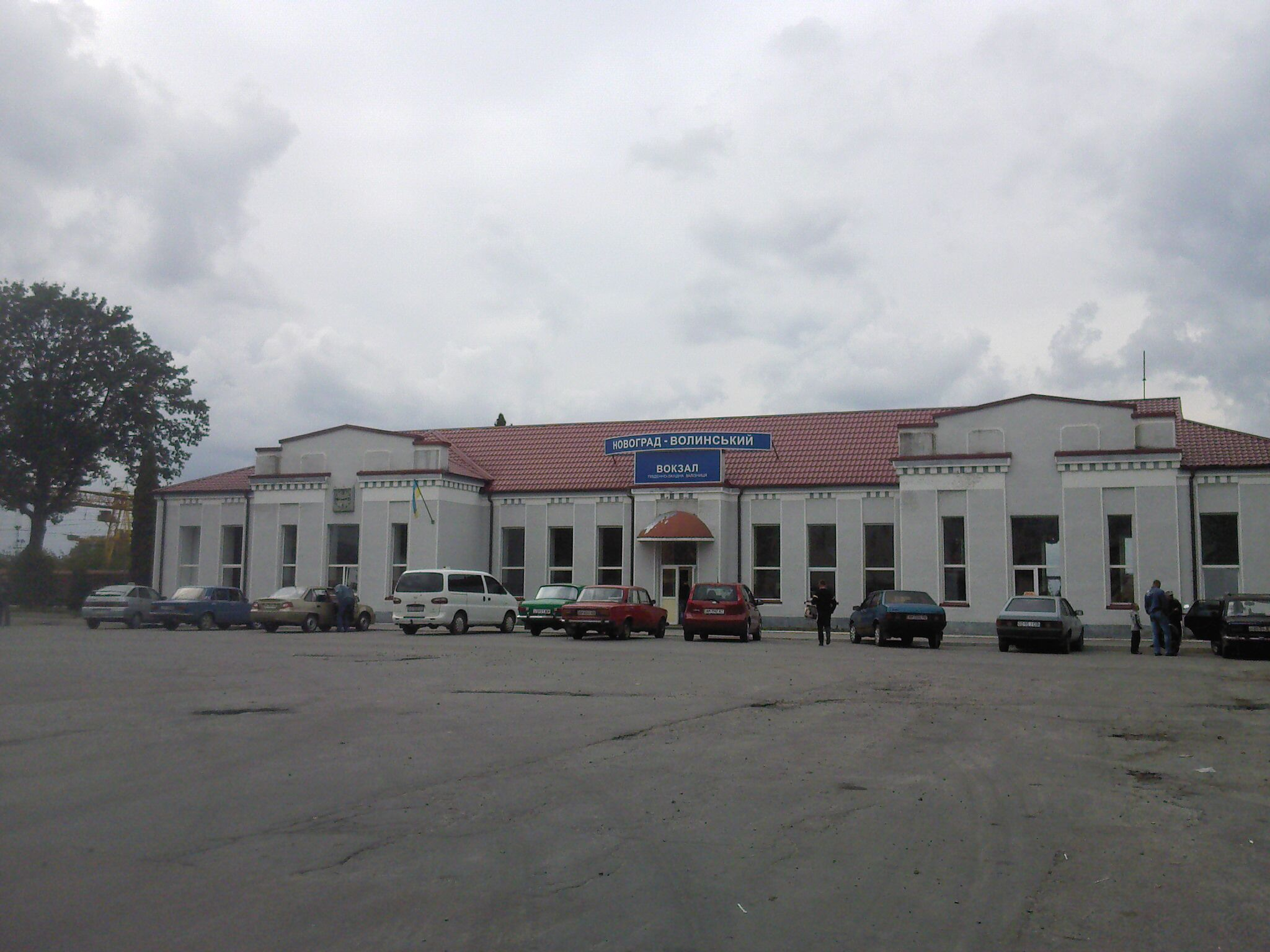
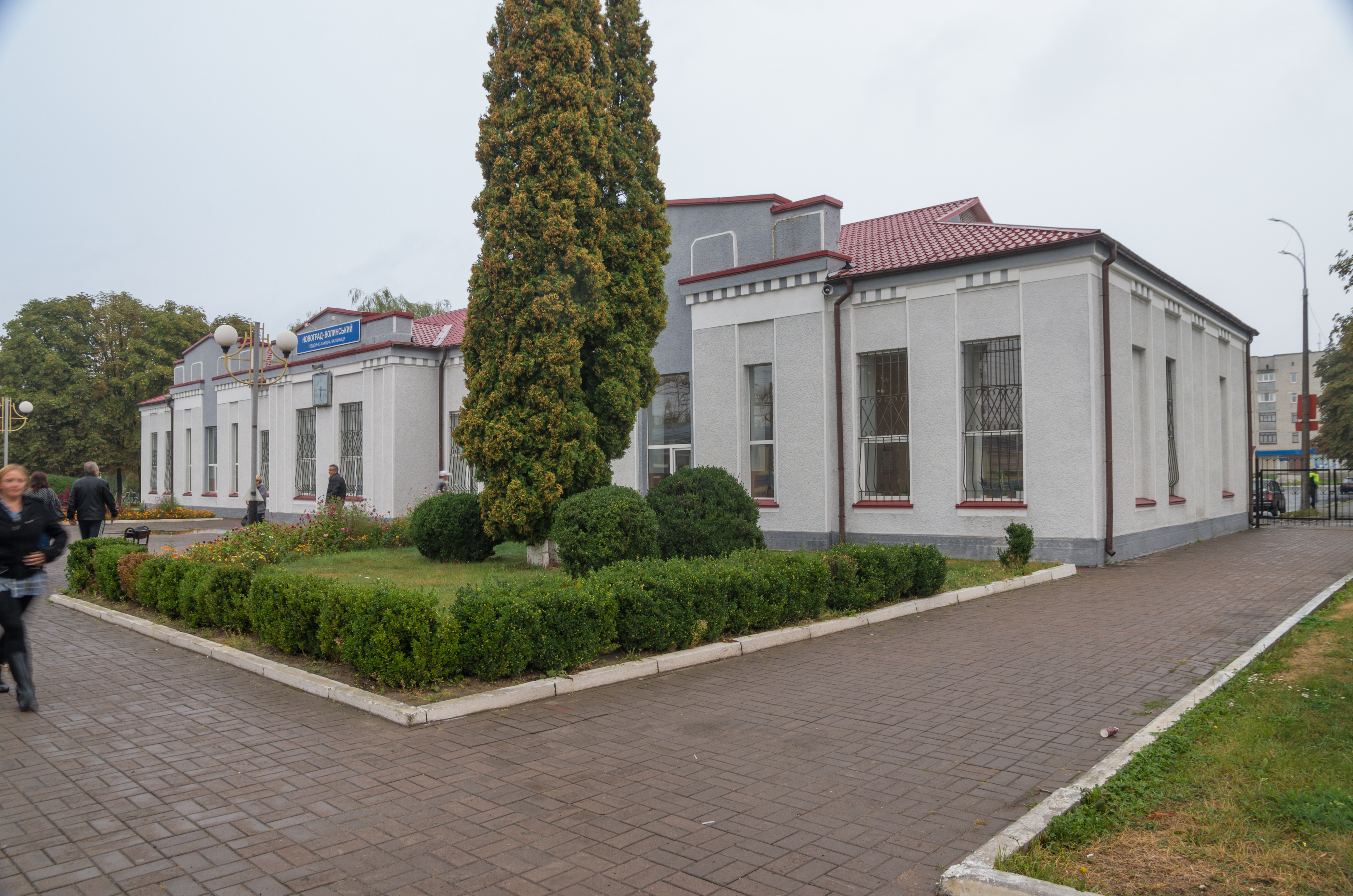
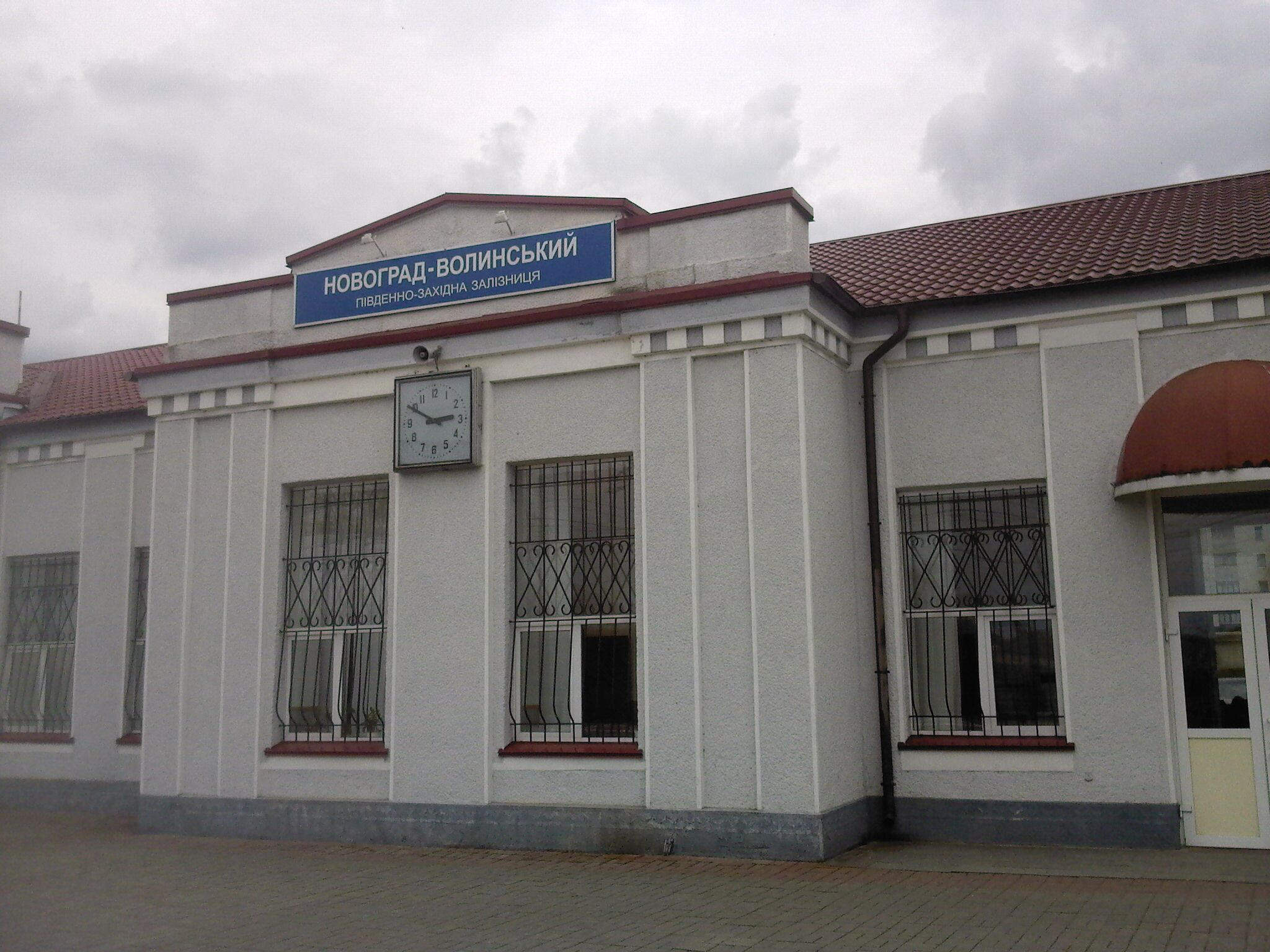
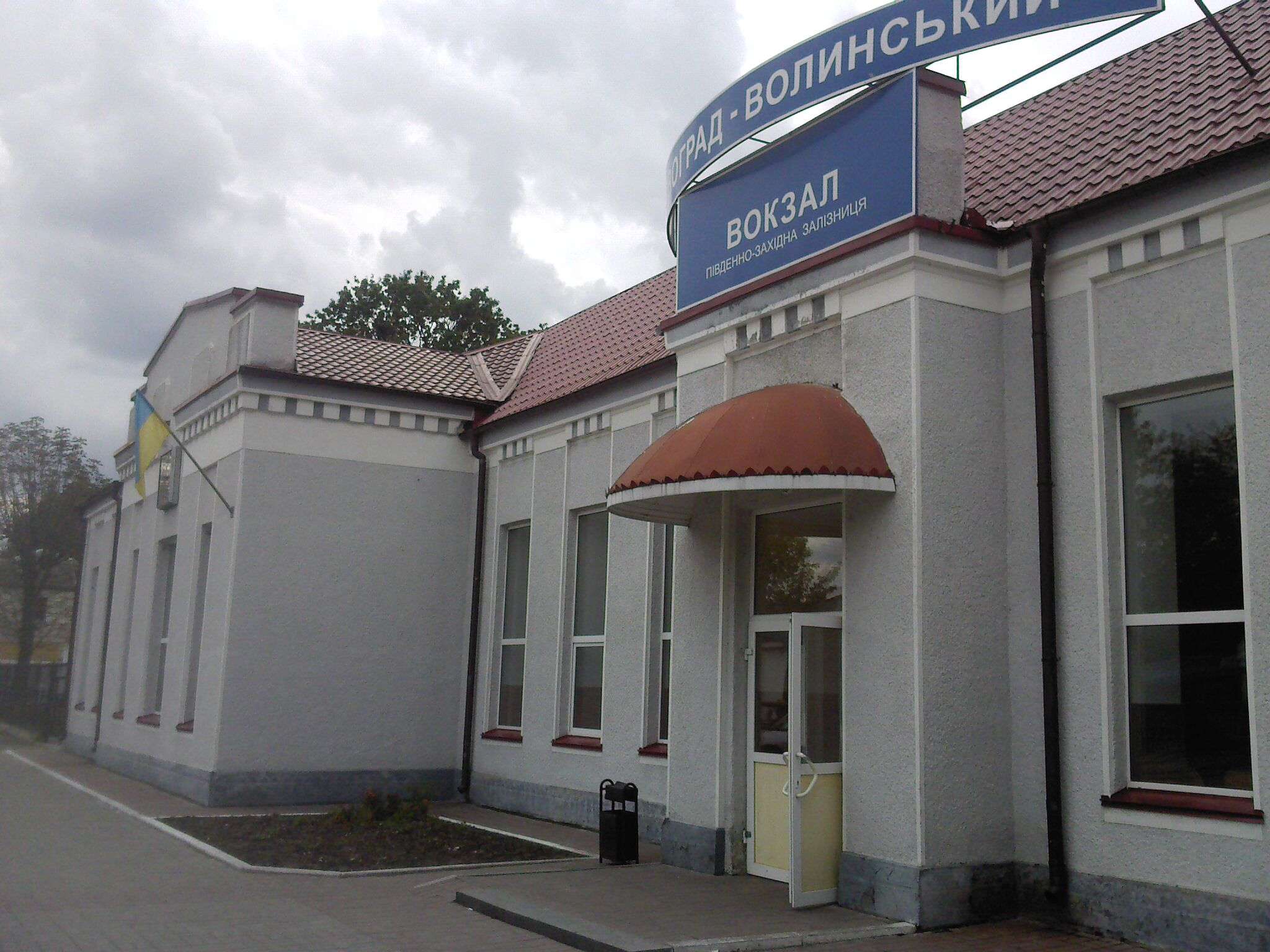
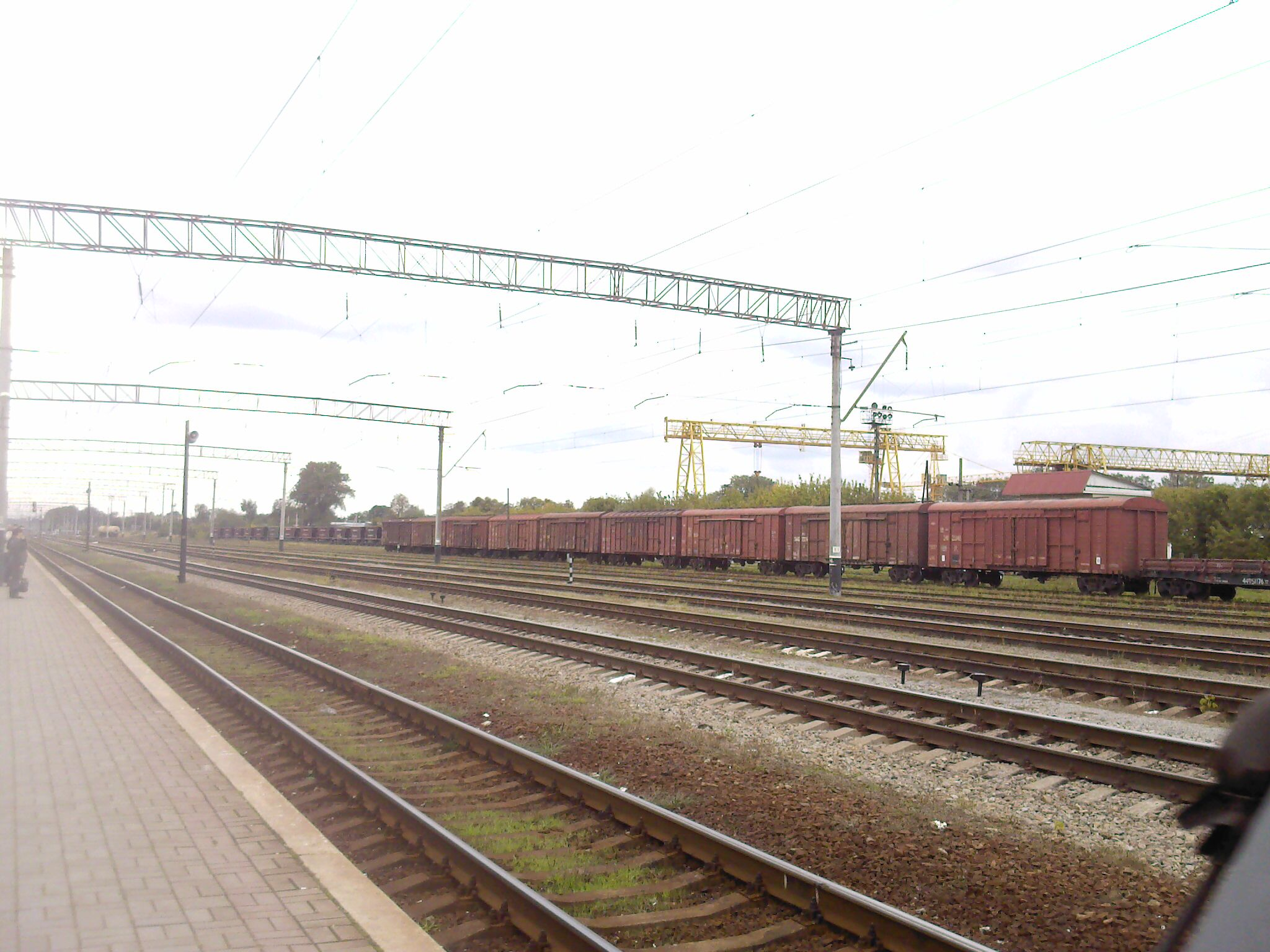

У 2022 році станція Новоград-Волинський І перейменована в станцію Звягель І.

## Пасажирське сполучення
На станції зупиняються пасажирські поїзди далекого прямування, що курсують до Києва, Харкова, Львова, Івано-Франківська, Ужгорода, Ковеля, Черкас та інших міст. Деякі швидкі пасажирські поїзди прямують через станцію без зупинок.
Приміські поїзди прямують до станцій Житомир, Коростень, Шепетівка.